# Raipura Upazila
Raipura Upazila är ett underdistrikt i Bangladesh.   Det ligger i provinsen Dhaka, i den centrala delen av landet, 60 km nordost om huvudstaden Dhaka.
Trakten runt Raipura Upazila består till största delen av jordbruksmark. Runt Raipura Upazila är det mycket tätbefolkat, med 1 956 invånare per kvadratkilometer.